# Storie fuori serie di Diabolik
Le fuori serie di Diabolik sono delle storie inedite di Diabolik create per occasioni ben precise al contrario della serie regolare. 
Tali racconti vengono pubblicati su strisce di quotidiani cartacei, raccolte di figurine, allegati a periodici, inserti di antologie e albi per commemorare mostre e manifestazioni Alcuni sono stati pubblicati anche su Internet in formato elettronico.

I colpi messi a segno da Diabolik all'interno degli albi fuori serie si articolano in un numero ristretto di pagine: le storie risultano così più sintetiche rispetto al formato mensile e gli autori, sia per i testi sia per i disegni, sono spesso diversi da quelli della serie regolare. Viene preferito come campo d'azione della storia, contesti esistenti o esistiti (ad esempio mostre espositive, a danno della ricorrente e immaginaria cittadina di Clerville) e introducendo dialoghi umoristici poco frequenti nelle pubblicazioni mensili, giustificati dal contesto in cui sono pronunciati. La presenza di tali aspetti non snatura però l'identità e il modus operandi del personaggio; Mario Gomboli ha dichiarato che:
Le storie fuori serie vengono pubblicate prevalentemente su albi dedicati che possono avere una tiratura limitata e solo in rari casi vengono ristampate (per questo motivo fanno eccezione le seconde ristampe coordinate dal Diabolik Club o dall'editoriale Mercury). La ridotta disponibilità degli albi fuori serie ha creato difficoltà anche alla casa editrice Astorina, la quale, in alcune occasioni, si è avvalsa della collaborazione dei grandi collezionisti di Diabolik per raggruppare e stampare più storie in un unico volume, per renderle maggiormente accessibili.

## Storie brevi fuori serie
Qui elencate sono presenti le storie di Diabolik inedite non pubblicate sugli albi regolari. 
| N° (storia) | Titolo | Data                     | Pagine     | Ristampe |
| ----------- | --- | ------------------------ | ---------- | --- |
| 1           | Rapina colossale | 1976                     | 31         | - Strisce & Musica n. 1-6 (inserto de Il Resto del Carlino e La Nazione dal 18/03/81 al 22/04/81) - Il giallo a fumetti Diabolik n. 1, 2000, Mercury - I classici del fumetto di Repubblica n. 7, 2003 - Gli eroi del fumetto di Panorama (2ª serie) n. 10, 2006, Mondadori - Le figurine di Diabolik, 2007, Mercury (ristampa anastatica) - Diabolik. Il re del terrore (album di figurine), 2017 e 2021, Panini - Diabolik Visto da Sergio Zaniboni, 2018, Astorina |
| 1           | La storia è pubblicata sull'albo Le figurine di Diabolik composta da 96 figurine, disposte in una striscia di 3 figurine per pagina (tranne la pagina iniziale che ne contiene solo 2). |                          |            | |
| 2           | La vendetta di Diabolik | 05/07/86                 | 8          | - Clerville book n. 6, 2002, Diabolik Club |
| 2           | Si tratta del Remake di Agguato mortale, n°13 della Seconda Serie. La storia è composta da 8 pagine di 6 strisce ciascuna, con 4-5 vignette per striscia. Quindi, nonostante l'esiguo numero di pagine, è un racconto abbastanza lungo. Pubblicata sull'inserto de Il Messaggero estate. |                          |            | |
| 3           | Un'avventura Diabolika | febbraio 1992            | 23         | - |
| 3           | Diabolik non è in realtà il protagonista della storia, ma ha un ruolo importante nel racconto. Storia pubblicata sull’opuscolo promosso dall'Assessorato ai trasporti della Provincia di Torino. |                          |            | |
| 4a          | Applausi per Diabolik | 02/08/92                 | 12         | - Il giallo a fumetti Diabolik n. 2, 2000, Mercury - Gli eroi del fumetto di Panorama (2ª serie) n. 10, 2006, Mondadori - Diabolik inafferrabili, supermiti n. 64, 2010, Mondadori - Diabolikart, 2022, Little Nemo |
| 4a          | Storia pubblicata sull’albo allegato a TV Sorrisi e Canzoni n. 31, 1992. |                          |            | |
| 4b          | Colpo ad Arezzo Wave | luglio 2012              | 13         | - |
| 4b          | Versione modificata della storia 4a. Storia pubblicata sull'albo omaggio per Arezzo Wave Love Festival 2012 con una nuova copertina; la copertina originale viene utilizzata, modificata, come splash page della storia e vi sono lievi modifiche ai dialoghi. |                          |            | |
| 5           | Appuntamento a Milano | 22/11/92                 | 20         | - Il giallo a fumetti Diabolik n. 1, 1999, Mercury - Diabolik inafferrabili, supermiti n. 64, 2010, Mondadori |
| 5           | Storia pubblicata sull’albo in omaggio per i visitatori della Comiconvention 92 di Milano. |                          |            | |
| 6           | Colpo alla fiera di Milano | 14/03/96                 | 5          | - Il giallo a fumetti Diabolik n. 2, 2000, Mercury (mancante di una vignetta) |
| 6           | Storia pubblicata sul quotidiano il Giornale del 14/03/96. |                          |            | |
| 7           | Colpo a Lugano | aprile 1996              | 28         | - Il giallo a fumetti Diabolik n. 1, 1999, Mercury - Diabolik inafferrabili, supermiti n. 64, 2010, Mondadori |
| 7           | Storia pubblicata sull’albo allegato al volume Lady fumetto della Glamour Int. Prod.. |                          |            | |
| 8           | Paura a Palazzo Pretorio | maggio 1996              | 14         | - Il giallo a fumetti Diabolik n. 1, 1999, Mercury - Diabolik inafferrabili, supermiti n. 64, 2010, Mondadori |
| 8           | Storia pubblicata sull’albo allegato al volume Diabolik un giallo in maschera della Glamour Int. Prod.. |                          |            | |
| 9           | Cielo di piombo | dicembre 1996            | 2          | |
| 9           | Storia pubblicata sul volume Cielo di piombo della Glamour Int. Prod.. |                          |            | |
| 10          | Euro colpo in diretta TV | dal 14/06/97 al 16/07/97 | 60         | - Gli eroi del fumetto di Panorama: Diabolik Extra serie n. 10, 2007, Mondadori, con il titolo Maledetti Cliché (parziale) - Clerville book n. 2, 2000, Diabolik Club - Diabolik inafferrabili, supermiti n. 64, 2010, Mondadori - Clerville book n. 41, 2017, Diabolik Club - Leggi la storia online |
| 10          | Storia pubblicata in 6 puntate sul sito internet del quotidiano la Repubblica. |                          |            | |
| 11          | Verso il duemila | dicembre 1998            | 12         | - Calendario di Diabolik 2011, 2010, Impronte Edizioni (questa volta a colori con una diversa impaginazione e con alcune vignette modificate) |
| 11          | Storia pubblicata sul calendario 1999 di Diabolik (Impronte Edizioni). Non si tratta in realtà di una storia di 12 pagine, ma di 12 mini-storie di 1 pagina ciascuna, una per ogni mese dell'anno. |                          |            | |
| 12          | Ladri di tempo | novembre 1999            | 12         | - Gli eroi del fumetto di Panorama: Diabolik Extra serie n. 10, 2007, Mondadori - Diabolik inafferrabili, supermiti n. 64, 2010, Mondadori |
| 12          | Storia pubblicata sul calendario 2000 di Diabolik. |                          |            | |
| 13          | I ragazzi di Clerville | 26/03/00                 | 14         | - Diabolik inafferrabili, supermiti n. 64, 2010, Mondadori |
| 13          | Storia pubblicata sull’albo omaggio per i partecipanti alla Festa degli amici di cronaca di Topolinia del 2000. |                          |            | |
| 14a         | Il re del terrore a Trento | dal 09/05/00 al 12/05/00 | 16         | - Colpo all'italiana, supermiti n. 62, 2009, Mondadori - Eroi a strisce, 2019, Nona Arte (con titolo Localizzate Diabolik!) - Leggi la storia online |
| 14a         | La storia è stata pubblicata contemporaneamente sui due quotidiani Alto Adige e Alto Adige Corriere delle Alpi e poi ristampata nell'albo allegato al catalogo della mostra Effetto Noir del maggio 2000. La versione su quotidiani contiene 4 vignette mancanti nella ristampa, nella quale si trovano però, a sua volta, 2 vignette non presenti nell'originale. |                          |            | |
| 14b         | Il re del terrore a Carpi | dal 05/09/00 al 08/09/00 | 16         | - |
| 14b         | Versione modificata della storia 14a. L'ambientazione è stata spostata da Trento a Carpi. La storia è stata pubblicata contemporaneamente sui tre quotidiani cartacei Gazzetta di Modena, La Gazzetta di Carpi, il Resto del Carlino e sul sito internet de Il nuovo giornale; poi ristampata sul settimanale Il Tempo dell'8 settembre 2000 e nell'albo allegato al catalogo della mostra Effetti noir del settembre 2000. Le edizioni della Gazzetta di Modena e della Gazzetta di Carpi sono identiche mentre le altre presentano alcune differenze, in particolare il Resto del Carlino ha pubblicato per errore una vignetta della seconda puntata al posto di una della prima parte. |                          |            | |
| 14c         | Il re del terrore a Torino | 19/01/01                 | 16         | - |
| 14c         | Versione modificata della storia 14a. L'ambientazione del racconto è stata spostata da Trento a Torino. La storia è stata pubblicata nell’albo allegato al catalogo della mostra Effetti noir. La storia è stata anche pubblicata a puntate di una pagina alla settimana, a partire sempre dal 19 gennaio 2001, su Torino 7, settimanale allegato al quotidiano La Stampa. |                          |            | |
| 15          | Colpo alla Rai | novembre 2000            | 15         | - Il giallo a fumetti Diabolik n. 3, 2004, Mercury - Diabolik - le origini del mito Special Edition, 2009, RCS Quotidiani - Colpo all'italiana, supermiti n. 62, 2009, Mondadori - Diabolik Magnum - La duchessa e l'ispettore, 2024, Astorina - Leggi la storia online |
| 15          | Storia pubblicata sull’albo omaggio realizzato come presentazione della serie Radiodrammi prodotta da Rai Radio 2. |                          |            | |
| 16          | Colpo nel Palazzo a stella | dicembre 2000            | 51         | - Diabolik inafferrabili, supermiti n. 64, 2010, Mondadori - Clerville book n. 41, 2017, Diabolik Club |
| 16          | Storia realizzata nel 1993, ma rimasta inedita fino al 2000. Pubblicata sull'albo Diabolik Speciale Europa, Clerville book n. 2, Diabolik Club insieme alla storia 10 Euro colpo in diretta TV. |                          |            | |
| 17a/f       | Colpo al centro commerciale | maggio 2001              | 16         | - Colpo all'italiana, supermiti n. 62, 2009, Mondadori (versione per Roma) |
| 17a/f       | In anteprima la storia è stata pubblicata anche on-line nel Sito Ufficiale di Diabolik. Poi è stata pubblicata sull'albo omaggio realizzato in occasione della mostra Diabolika nei centri commerciali Auchan. Sono state realizzate 6 versioni differenti della storia, per i centri Auchan di Roma, Mugnano, Cinisello Balsamo, Rescaldina, Fano e Bussolengo. |                          |            | |
| 17g         | Clamoroso colpo al centro commerciale | settembre 2005           | 16         | - |
| 17g         | Rispetto alle 6 versioni originali (storie 17 a/f), viene nuovamente modificata l'immagine del Centro Commerciale in cui è ambientata la storia. Storia pubblicata sull'albo omaggio realizzato in occasione della mostra Diabolika. |                          |            | |
| 17h         | Colpo al centro le Befane | luglio 2008              | 16         | - |
| 17h         | Rispetto alle 6 versioni originali (storie 17 a/f), viene nuovamente modificata l'immagine del Centro Commerciale in cui è ambientata la storia. Storia pubblicata sull'albo omaggio realizzato in occasione della fiera Riminicomix 2009. |                          |            | |
| 18          | Caccia al ladro al Quark Hotel | settembre 2001           | 14         | - Colpo all'italiana, supermiti n. 62, 2009, Mondadori - Leggi la storia online |
| 18          | Storia pubblicata sull'albo omaggio per i soci del Diabolik Club e i visitatori della Comiconvention 2001 di Milano. |                          |            | |
| 19          | Quando una donna deve difendersi | ottobre 2001             | 86 strisce | - Tonic Mag n. 1-2, 2009, Newton - Eva Kant: Lontano dai Guai, 2018, Nenette (parziale) - Leggi la storia online |
| 19          | Non si tratta di una vera e propria storia. Sono una serie di strisce che compongono 14 mini avventure come complemento ai testi che insegnano alcune tecniche di autodifesa per le donne. Pubblicate sul volume Eva Kant - Quando una donna deve difendersi, Idea libri. |                          |            | |
| 20          | Colpo allo studio fotografico | 03/11/01                 | 11         | - Il giallo a fumetti Diabolik n. 3, 2004, Mercury - Nero su nero n. 7, 2014, RCS Quotidiani (con 9 tavole su 11 in formato mignon) - Clerville book n. 49, 2020, Diabolik Club |
| 20          | Storia pubblicata sulla rivista Io donna n. 44 |                          |            | |
| 21          | Una preda difficile | dicembre 2001            | 16         | - |
| 21          | Storia pubblicata sulla rivista Ink n. 21. |                          |            | |
| 22a/i       | Nuovo colpo al centro commerciale | dicembre 2001            | 20         | - Colpo all'italiana, supermiti n. 62, 2009, Mondadori (versione per Mestre) |
| 22a/i       | In contemporanea la storia è stata pubblicata anche on-line nel Sito Ufficiale di Diabolik. Poi è stata pubblicata sull'albo omaggio realizzato in occasione della mostra Diabolika nei centri commerciali Auchan. Sono state realizzate 9 versioni differenti della storia, per i centri Auchandi Mestre, Mazzano, Casamassima, Sassari, Olbia, Cagliari, Taranto e Vimodrone. La 2° versione, originalmente prevista per Merate è stata pubblicata a dicembre 2009 dal Diabolik Club su Clerville Book n.21. |                          |            | |
| 22j         | Nuovo colpo al centro Le befane | luglio-agosto 2012       | 20         | - |
| 22j         | Rispetto alle 9 versioni originali (storie 22 a/i), viene nuovamente modificata l'immagine del Centro Commerciale in cui è ambientata la storia e il direttore del centro. Storia pubblicata sull'albo omaggio realizzato in occasione della fiera Riminicomix 2012. |                          |            | |
| 23          | La sfida | marzo 2002               | 12         | - Diabolik inafferrabili, supermiti n. 64, 2010, Mondadori |
| 23          | Storia pubblicata sull'albo omaggio per la 1ª edizione del Premio Angela e Luciana Giussani per uno sceneggiatore esordiente. |                          |            | |
| 24          | Colpo a Rimini | giugno-luglio 2002       |            | - Il giallo a fumetti Diabolik n. 3, 2004, Mercury - Colpo all'italiana, supermiti n. 62, 2009, Mondadori - Leggi la storia online |
| 24          | Storia pubblicata sull'albo supplemento alla rivista Fumo di China n. 101. |                          |            | |
| 25          | La chiave aurea del cuore | gennaio 2003             | 8          | - |
| 25          | Terzo capitolo della storia Ombre a Ferrara (pubblicata su Lucrezia nelle nuvole, 2008, Editoriale Sometti). Il primo capitolo ha per protagonista Dago, mentre il secondo è dedicato a Martin Mystère. |                          |            | |
| 26          | Il fascino della pantera | 04/03/03                 | 32         | - Gli eroi del fumetto di Panorama (2ª serie) n. 10, 2006, Mondadori - Kassandra n. 2, 2009, Comiconvention - Diabolik inafferrabili, supermiti n. 64, 2010, Mondadori |
| 26          | Storia pubblicata sull’albo allegato alla rivista Capital. |                          |            | |
| 27          | Una storia di Natale | marzo 2003               |            | - |
| 27          | Non si tratta di una storia a fumetti, ma di una sceneggiatura illustrata. Pubblicata sull'albo omaggio per la 2ª edizione del Premio Angela e Luciana Giussani per uno sceneggiatore esordiente. |                          |            | |
| 28a/b       | Allarme al centro commerciale | ottobre 2003             | 16         | - Colpo all'italiana, supermiti n. 62, 2009, Mondadori |
| 28a/b       | La storia è stata realizzata in due differenti versioni e pubblicata sull'albo omaggio realizzato in occasione della Mostra Diabolika al centro commerciale Il Giulia di Trieste. La storia è stata pubblicata in contemporanea anche on-line nel Sito Ufficiale di Diabolik. |                          |            | |
| 29          | Ancora in piedi | novembre 2003            | 6          | - |
| 29          | Storia pubblicata sul volume Alta fedeltà Vol. 2, BD Edizioni |                          |            | |
| 30          | Colpo basso all'Hotel Ritz | febbraio 2004            | 22         | - Gli eroi del fumetto di Panorama (2ª serie) n. 10, 2006, Mondadori - Diabolik inafferrabili, supermiti n. 64, 2010, Mondadori - Diabolik visto da Enzo Facciolo, 2018, Astorina |
| 30          | Storia pubblicata sul libro Love. L'amore ai tempi del viagra, 2004, Mondadori |                          |            | |
| 31          | Colpo a Spaccanapoli | marzo 2004               | 16         | - Colpo all'italiana, supermiti n. 62, 2009, Mondadori |
| 31          | Storia pubblicata sull'albo omaggio per i visitatori della Comicon 2004 di Napoli. |                          |            | |
| 32          | Questione di stile | marzo 2004               | 16         | - |
| 32          | Non si tratta di una storia a fumetti, ma di una sceneggiatura illustrata. Pubblicata sull'albo omaggio per la 3ª edizione del Premio Angela e Luciana Giussani per uno sceneggiatore esordiente. |                          |            | |
| 33          | Diabolik incontra gli aristocratici | dicembre 2004            | 8          | - Diabolik inafferrabili, supermiti n. 64, 2010, Mondadori - Eroi a strisce col titolo Localizzate Diabolik!, 2019, Nona Arte - Gli aristocratici - l'integrale n. 15, 2022, Nona Arte - Diabolik Magnum - Il giallo e il nero, 2024, Astorina - Leggi la storia online |
| 33          | Storia pubblicata dal Diabolik Club sull'albo Clerville Book n. 9, 2004, Diabolik Club |                          |            | |
| 34          | Colpo a Città di Castello | ottobre 2005             | 16         | - Colpo all'italiana, supermiti n. 62, 2009, Mondadori - Leggi la storia online |
| 34          | Storia pubblicata sull'albo omaggio per i visitatori della mostra Diabolik: ai confini della realtà di Città di Castello. |                          |            | |
| 35          | Sulle strade di Clerville | ottobre 2005             | 21         | - Diabolik inafferrabili, supermiti n. 64, 2010, Mondadori |
| 35          | Storia pubblicata sull'albo Guida turistica di Clerville, 2016, Astorina |                          |            | |
| 36          | La giada di Kyoto | febbraio 2006            | 20         | - |
| 36          | Storia pubblicata sull'albo omaggio per i visitatori del Festival del fumetto 2006 di Novegro. |                          |            | |
| 37          | Colpo ad Arezzo | luglio 2006              | 16         | - Colpo all'italiana, supermiti n. 62, 2009, Mondadori - Leggi la storia online |
| 37          | Storia pubblicata sull'albo omaggio per i visitatori di Arezzo Wave Love Festival 2006 |                          |            | |
| 38          | Colpo a Vercelli | settembre 2006           | 16         | - Colpo all'italiana, supermiti n. 62, 2009, Mondadori - Vercelli una città da ricordare, 2011, Università Popolare di Vercelli |
| 38          | Storia pubblicata sull'albo omaggio per i visitatori della mostra Diabolika Vercelli. |                          |            | |
| 39          | Dieci anni dopo | ottobre 2006             |            | - Diabolik inafferrabili, supermiti n. 64, 2010, Mondadori - Leggi la storia online |
| 39          | Storia pubblicata dal Diabolik Club sull'albo Clerville Book n. 12, 2006, Diabolik Club |                          |            | |
| 40          | Evalkiria | novembre 2006            | 4          | - Diabolik inafferrabili, supermiti n. 64, 2010, Mondadori |
| 40          | Storia pubblicata sull’albo Walhalla n. 6, Comixcommunity, 2006. |                          |            | |
| 41          | Sfida al re della sicurezza | giugno 2007              | 12         | - |
| 41          | Storia pubblicata in tre albetti di 4 pagine ciascuno (edit. Saint-Gobaine Condotte), realizzata riutilizzando vignette tratte da altre storie, apportando alcune modifiche.. |                          |            | |
| 42          | I germogli della rosa bianca | settembre 2007           | 17         | - |
| 42          | Non si tratta di una storia completa, ma di un prologo a fumetti presente nelle istruzioni del videogioco Diabolik: The Original Sin per Nintendo DS e Play Station 2. |                          |            | |
| 43          | Colpo a Treviso: il segreto di venere | settembre 2007           | 16         | - Colpo all'italiana, supermiti n. 62, 2009, Mondadori |
| 43          | Storia pubblicata sull'albo omaggio per i visitatori della fiera Fumetti in TV 2007. |                          |            | |
| 44          | Colpo al Museo Leone | ottobre 2007             | 16         | - Colpo all'italiana, supermiti n. 62, 2009, Mondadori - Eva Kant: il fotoromanzo, 2018, Creativecomics |
| 44          | Non si tratta di una storia a fumetti, ma di un fotoromanzo interpretato da Ilaria Paci nel ruolo di Eva Kant. Storia pubblicata sull'albo omaggio per i visitatori della fiera Vercelli tra le nuvole. |                          |            | |
| 45          | Marea di ricordi | giugno 2008              | 16         | - Colpo all'italiana, supermiti n. 62, 2009, Mondadori |
| 45          | Si tratta di una serie di illustrazioni che rappresentano gli appunti presi da Diabolik per un colpo a Fucecchio; questi appunti, messi in sequenza, formano una specie di storia. Storia pubblicata sull'albo omaggio per i visitatori della fiera Marea fumetto 2008. |                          |            | |
| 46          | Colpo a Narni | settembre 2008           | 24         | - Colpo all'italiana, supermiti n. 62, 2009, Mondadori - Diabolik. Fuori dagli schemi, 2017, Oscar Ink - L'inafferrabile criminale: il remake, Il grande Diabolik 2-2024, Astorina |
| 46          | Storia pubblicata sull'albo omaggio per i visitatori della fiera Narnia fumetto. |                          |            | |
| 47          | Il cavallo di Novara | luglio 2009              | 7          | - |
| 47          | Storia pubblicata sull'albo in formato 12x17 Diabolikamente Novara, omaggio per i visitatori di Fumetti a Novara. 100 copie in formato 16,5x21 sono state vendute per beneficenza. |                          |            | |
| 48          | Colpo a White | settembre 2009           | 14         | - Clerville book n. 26, 2012, Diabolik Club |
| 48          | Storia realizzata riutilizzando vignette tratte da Il drago di Giada (disegni di Barbati e Brunone), Patto al veleno (disegni di Brunone, Montorio e Merati) e La notte degli agguati (disegni di Cerveglieri, Montorio e Merati), appositamente modificate da Brunone, con l'aggiunta di anche di nuove immagini. Storia pubblicata sull'albo omaggio per l'inaugurazione del salone di moda White Beaty; pubblicata contemporaneamente anche in lingua inglese, col titolo Raid at White. |                          |            | |
| 49          | A prima vista | ottobre 2009             | 16         | - E - il mensile, Anno V n.8, 2011 (rimontata in 10 pagine in formato rivista) - Leggi la storia online |
| 49          | Storia pubblicata sull'albo speciale per la fiera del fumetto Moncalieri Comics 2009. |                          |            | |
| 50          | Il sangue di Giove | dicembre 2009            | 16         | - Leggi la storia online |
| 50          | Storia pubblicata dal Diabolik Club sull'albo Clerville Book n. 22, 2009, Diabolik Club |                          |            | |
| 51          | Prologo | giugno 2010              | 14         | - Leggi la storia online |
| 51          | Il racconto a fumetti funge da prologo al resto del libro Io sono Diabolik (2012, Mondadori), in cui Diabolik racconta avvenimenti tratti da storie passate. |                          |            | |
| 52          | Colpo alla Mondadori | 06/08/10                 | 20         | - |
| 52          | Storia pubblicata sull'albo allegato alla rivista Panorama n. 33, 2010, a TV Sorrisi e Canzoni n° 33, 2010 e a Diabolik R n. 590 del 2010. |                          |            | |
| 53          | Colpo al Castello di Donnafugata | settembre 2010           | 16         | - |
| 53          | Storia pubblicata sull'albo speciale per la manifestazione Diabolik, Tex, Topolino al Castello di Donnafugata |                          |            | |
| 54          | Colpo alle terme | settembre 2010           | 20         | - |
| 54          | Storia pubblicata sull'albo speciale per l'anniversario delle Piscine Termali San Luca di Bologna. |                          |            | |
| 55          | Nuovo colpo alla Mondadori | agosto 2011              | 20         | - |
| 55          | Storia pubblicata sull'albo allegato a Panoramauto cambio n. 33 del 2011, TV Sorrisi e Canzoni n. 33 del 2011, Diabolik R n. 602 del 2011, Diabolik Swiiss n. 207 del 2011 e Il Grande Diabolik R n. 1 del 2011 del (ridistribuzione de Il Grande Diabolik n. 1-2011). |                          |            | |
| 56a         | Colpo al Castello Sforzesco | 31/07/11                 | 1          | - |
| 56a         | Storia realizzata da Mario Gomboli (testi) e Agnese Storer (adattamento immagini) riutilizzando le vignette dell'albo fuori serie Appuntamento a Milano e pubblicata sul quotidiano Corriere della Sera - Milano del 31/07/11. |                          |            | |
| 56b         | Colpo al Palazzo Ceconi | maggio 2012              | 1          | - |
| 56b         | Rispetto alla versione originale (storia 56a), vengono aggiunte la splash page, una tavola finale e un altro paio di vignette all'interno (sempre riutilizzando vignette dall'albo Appuntamento a Milano); una vignetta viene eliminata e un altro paio cambiate di posizione. Inoltre, il tutto è rimpaginato su più tavole invece che su una sola. La storia viene pubblicata sull'albo speciale per la mostra Cinquant'anni vissuti Diabolikamente a Maniago. |                          |            | |
| 57          | Zero negativo, un colpo speciale | 10 ottobre 2011          | 5          | - Leggi la storia online |
| 57          | Brevissima storia pubblicitaria pubblicata sull’albo speciale a favore della donazione del sangue. Le prime tre pagine sono realizzate riutilizzando immagini varie, mentre le ultime due sono state disegnate appositamente |                          |            | |
| 58          | Colpo alla Range Rover | marzo 2012               | 16         | - |
| 58          | Storia pubblicata sull'albo speciale per il lancio della Range Rover Evoque. Dopo una prima edizione in formato 12 x 17, l'albo è stato ristampato in formato 11,5 x 16, 3; a parte le dimensioni, la ristampa non presenta altre differenze dall'originale. |                          |            | |
| 59          | Colpo al Melià Milano | aprile 2014              | 11         | - |
| 59          | Storia pubblicata sull’albo speciale per la presentazione della Diabolik Experience Room, la stanza a tema Re del Terrore presente nell'Hotel Meliá di Milano. L'episodio è realizzato riutilizzando vignette tratte dalla storia Una su dieci. L'albo è in formato 10,5 x 14,7. |                          |            | |
| 60          | Uno stradivari per Eva Kant | giugno 2012              | 16         | - |
| 60          | Storia realizzata solo a matita da Giorgio Montorio, con una tecnica di chiari/scuri adatta ad essere stampata senza bisogno di inchiostrare le tavole. Storia pubblicata sull'albo speciale per la mostra Cinquant'anni vissuti Diabolikamente a Cremona. |                          |            | |
| 61          | Colpo a Palazzo Ducezio | settembre 2012           | 16         | - |
| 61          | Pubblicato sull'albo speciale per il festival Sbarocco Comics 2012. |                          |            | |
| 62          | Colpo diabolico | settembre 2012           | 64         | - Leggi la storia online |
| 62          | Storia realizzata in Argentina riutilizzando vignette tratte dagli albi Colpo fallito (Anno VIII, n.9) e L'agguato di Ginko (Anno VIII, n.24), e pubblicata originalmente con il titolo Golpe Diabolico nel n. 36 della seconda serie argentina, dell'Aprile 1975. Traduzione italiana ed elaborazione grafica di Roberto Altariva. Storia pubblicata nel 2012 dal Diabolik Club sull'alboClerville book n. 27. |                          |            | |
| 63          | Mysteri Diabolikamente lucchesi | novembre 012             | 16         | - Clerville book n. 46, 2019, Diabolik Club |
| 63          | Si tratta in realtà di due storie di 16 pagine ciascuna, una con protagonista Martin Mystère e l'altra con Diabolik, che si intersecano tra loro. L'episodio di Diabolik viene inserito fra le pagine 11 e 12 di quello di Martin Mystère, che è disegnato da Giancarlo Alessandrini. Storia pubblicata sul volume speciale realizzato dal MUF, Museo del Fumetto di Lucca. |                          |            | |
| 64          | Colpo alla Little Nemo | 10/11/12                 | 16         | - |
| 64          | Storia pubblicata sull'albo speciale per l'Asta Diabolika della Little Nemo. |                          |            | |
| 65          | Nuovo colpo alla Range Rover | novembre 2012            | 16         | |
| 65          | Stranamente l'albo di intitola Nuovo colpo alla Land Rover, mentre all'interno, la storia porta il titolo Nuovo Colpo alla Range Rover. Storia pubblicata sull'albo speciale per la Land Rover. |                          |            | |
| 66          | Eva Kant in fuga con l'Evoque | marzo 2013               | 16         | - |
| 66          | Storia pubblicata sull'albo speciale per la Land Rover. |                          |            | |
| 67          | Trappola a Rovigo | maggio 2013              | 16         | - 24 Hour Comics Day, 2013, Delta Comics |
| 67          | Storia pubblicata sull'albo speciale per la fiera Rovigo Comics 2013. |                          |            | |
| 68          | Lui | 23/07/13                 | 8          | - Clerville book n. 33, 2013, Diabolik Club - Leggi la storia online |
| 68          | Storia pubblicata sulla pagina Facebook del Diabolik Club. |                          |            | |
| 69          | Fragranza criminale | settembre 2013           | 16         | - Clerville book n. 44, 2018, Diabolik Club |
| 69          | Storia pubblicata sull'albo speciale allegato al profumo Eva Kant di O'driù. |                          |            | |
| 70          | Colpo al Castello di Rivoli | marzo 2014               | 22         | - Diabolik Magnum - Morte dietro le mura, 2023, Astorina |
| 70          | Storia disegnata solo a matita, senza inchiostrazione. Storia pubblicata sull'albo speciale per i 25 anni di Cronaca di Topolinia (Albo di cronaca comics n. 15) |                          |            | |
| 71          | Colpo a Nosy Be | 2014                     | 12         | - |
| 71          | Storia pubblicata sull'albo realizzato dall'Astorina per l'Andilana Beach Resort di Nosy Be, in Madagascar. |                          |            | |
| 72          | Diabolikamente sicuro | settembre 2014           | 10         | - Clerville book n. 42, 2017, Diabolik Club - Leggi la storia online |
| 72          | Si tratta in realtà di 5 ministorie promozionali sul tema della sicurezza stradale, di 2 tavole ciascuna, che qui consideriamo come una storia unica. I titoli sono: Sosta pericolosa, Un brindisi di troppo, Colpo di sonno, Prudenza con la pioggia, Allaccia la cintura!. Le storie sono state pubblicate sul sito www.autostrade.it scaricabili in formato PDF. |                          |            | |
| 73          | Colpo a Cremona | novembre 2014            | 3          | - |
| 73          | Storia realizzata nel 2007. La prima tavola è disegnata solo a matita da Zaniboni, mentre le due successive sono inchiostrate da Montorio. Le tavole sono state pubblicate, prive di testi, nel portfolio omonimo nel 2012, questa è invece la prima pubblicazione completa. Storia pubblicata dal Diabolik Club su La Gazzetta di Clerville n. 54. |                          |            | |
| 74          | Furto nella tana del lupo | gennaio 2015             | 12         | - |
| 74          | Storia poster/fumetto allegata al volume DK2015, 2015, Lo Scarabocchio |                          |            | |
| 75a/b       | Il prigioniero di Porto Azzurro | marzo 2015               | 20         | - |
| 75a/b       | Nel giugno dello stesso anno è stata realizzata una seconda versione della storia, in cui le scene ambientate all'Hotel Plaza sono state spostate all'Hotel Elba International e anche un'altra scena ha cambiato ambientazione. Storia pubblicata sull'albo speciale distribuito sui traghetti BlueNavy e all'Hotel Plaza di Porto Azzurro. |                          |            | |
| 76          | Colpo a Movieland | aprile 2015              | 16         | - |
| 76          | La distribuzione ufficiale dell'albo avviene a partire dal 3 aprile 2015, ma alcune copie sono circolate già da metà marzo. Storia pubblicata sull'albo speciale per l'inaugurazione del Diabolik Invertigo al Movieland Park. |                          |            | |
| 77          | Colpo al museo della ceramica di Caltagirone | aprile 2015              | 8          | - |
| 77          | Storia pubblicate sull'albo speciale Colpo al museo della ceramica di Caltagirone (2005, Museo fumetto Xanadu), contenente due storie (storia 77 e 78). |                          |            | |
| 78          | Colpo alla banca di Clerville | aprile 2015              | 8          | - |
| 78          | Storia pubblicate sull'albo speciale Colpo al museo della ceramica di Caltagirone (2005, Museo fumetto Xanadu), contenente due storie (storia 77 e 78). |                          |            | |
| 79          | Colpo con vista | maggio 2015              | 32         | - |
| 79          | Storia pubblicata sull'albo allegato al set di occhiali Sting Eyewear. |                          |            | |
| 80          | L'ospite inatteso | 30/05/15                 | 32         | - Diabolik Restaurant & Café (menù 2015) - Giorgio Montorio: una matita destinata al fumetto, 2015, Edizioni Cammeo |
| 80          | Storia pubblicata sull'albo omaggio per la serata dedicata ai 50 anni di carriera di Giorgio Montorio nel corso di Un'estate Diabolica 2015. |                          |            | |
| 81          | Diabolik per la sicurezza | luglio 2016              | 10         | - Clerville book n. 42, 2017, Diabolik Club |
| 81          | Si tratta in realtà di 5 ministorie promozionali sul tema della sicurezza stradale, di 2 tavole ciascuna, che qui consideriamo come una storia unica. I titoli sono: DIstrazioni fatali, Sosta pericolosa, A debita distanza, Occhio al cantiere, Contromano in autostrada. Le storie sono state pubblicate sul sito www.autostrade.it scaricabili in formato PDF e su una brochure cartacea. |                          |            | |
| 82          | La rosa dei venti | ottobre 2016             | 20         | - Leggi la storia online |
| 82          | Storia pubblicata dal Diabolik Club sul Clerville book n. 39, 2016. |                          |            | |
| 83          | A.A.A. cercasi Eva Kant | giugno 2017              | 11         | - Eva Kant: il fotoromanzo, 2018, Creativecomics (è presente una tavola in più, saltata nella prima pubblicazione) |
| 83          | Non si tratta di una storia a fumetti, ma di un fotoromanzo interpretato da Kateryna Aresi nel ruolo di Eva Kant. Storia pubblicata sull'albo omaggio per i partecipanti alla conferenza e altri iniziative di Casale Diabolika. |                          |            | |
| 84          | La ricompensa (parodia ufficiale) | settembre 2017           | 24         | - Diabolik. Fuori dagli schemi, 2017, Oscar Ink - Diabolik sottosopra, 2021, Feltrinelli (a colori) |
| 84          | Storia pubblicata sull'albo omaggio per la 7ª Fiera del fumetto di Lugano. |                          |            | |
| 85          | Attenti a quei due | marzo 2018               | 10         | - |
| 85          | Storia pubblicata sull'albo omonimo edito da Edizioni Cammeo. L'albo è datato 2017, ma è uscito nel Marzo del 2018. |                          |            | |
| 86          | Eva Kant: il fotoromanzo | giugno 2018              | 6          | - |
| 86          | Non si tratta di una storia a fumetti, ma di un fotoromanzo interpretato da Kateryna Aresi nel ruolo di Eva Kant e Paolo Morales in quello di Diabolik. L'albo contiene anche la ristampa di Colpo al Museo Leone (storia 44) e A.A.A. cercasi Eva Kant (storia 83), la parte inedita è l'epilogo di 6 pagine. Storia pubblicata sull'albo omaggio per i partecipanti alla conferenza e altri iniziative di Casale Diabolika. |                          |            | |
| 87          | L'uomo che non sapeva ridere (parodia ufficiale) | 01/08/19                 | 120        | - Diabolik sottosopra, 2021, Feltrinelli(a colori) |
| 87          | Storia pubblicata sull'albo allegato all'edizione in blister di Diabolik n. 8 Tragico scambio (Anno LVIII 2019). |                          |            | |
| 88          | Colpo a Varignana | 30/08/19                 | 15         | - |
| 88          | Storia pubblicata sull'albo speciale per il festival Vari.China 2019. |                          |            | |
| 89          | L'ombra della ghigliottina - capitolo 2 | novembre 2019            | 7 strisce  | - |
| 89          | Si tratta di sette strisce scritte da Castelli come 2º capitolo della storia a strisce L'Ombra della ghigliottina, pubblicata nel 1975 sul Corriere d'Informazione, che all'epoca non vennero realizzate e sono state fatte disegnare appositamente nel 2019. Storia pubblicata sul volume Eroi a strisce, 2019, Nona Arte |                          |            | |
| 90          | Celebrity Hunted - Caccia all'uomo | marzo 2020               | 16         | - Leggi la storia online |
| 90          | Storia scaricabile gratuitamente da Amazon in formato Kindle a partire dal 9 marzo 2020. In omaggio con acquisti dal sito ufficiale di Diabolik a partire dal 13 marzo e allegato a Diabolik Swiiss n. 310 del 20 marzo. |                          |            | |
| 91          | Un colpo spericolato | settembre 2020           | 16         | - |
| 91          | Storia pubblicata sull'albo speciale per gli iscritti a Il Blasco Fan Club (Vasco Rossi). |                          |            | |
| 92          | I gioielli dei Savoia | settembre 2020           | 16         | - |
| 92          | Storia disegnata solo a matita, senza inchiostrazione pubblicata su Albo di cronaca comics n. 83. |                          |            | |
| 93          | Un trucco di troppo | febbraio 2021            | 8          | - |
| 93          | Storia pubblicata sulla rivista Autoitaliana n. 6, 2021. |                          |            | |
| 94          | Il gioco delle parti | dal giugno 2021          | 28         | - |
| 94          | Storia in sette puntate di 4 tavole ciascuna, disegnata a matita, senza inchiostrazione, e con sfumature di rosso date col vino. Per il momento è stata pubblicata solo la prima puntata. Storia pubblicata sulla rivista Cronaca di Topolinia (3ª serie) dal n. 34 al n. 40, 2021. |                          |            | |
| 95          | Colpo delle tre api | 15/06/21                 | 5          | - Leggi la storia online |
| 95          | Storia realizzata nel 2017 per un'asta di beneficenza a sostegno di CEFA onlus, ma pubblicata solo nel 2021. Originariamente la storia era di 2 tavole in formato Grande Diabolik, è stata rimontata in 5 tavole in formato pocket per la pubblicazione. Storia pubblicata su Diabolik Magnum - Come cani e gatti, 2020, Astorina. |                          |            | |
| 96          | Colpo a Amalfi | settembre 2021           | 16         | - |
| 96          | Storia pubblicata sull'albo speciale realizzato da Archeoclub d'Italia onlus e Comune di Amalfi. L'albo è dato Giugno 2020 in quanto avrebbe dovuto essere distribuito in quella data, ma è slittato di un anno a causa della pandemia di Coronavirus. |                          |            | |
| 97          | Colpo a Barcellona | ottobre 2021             | 16         | - |
| 97          | Storia pubblicata sull'albo speciale realizzato dall'Istituto Italiano di cultura di Barcellona. L'albo è stato pubblicato in due versioni: in italiano e in spagnolo. |                          |            | |
| 98          | Il tesoro della Gazzetta di Clerville | ottobre 2021             | 20         | - |
| 98          | Storia pubblicata su Clerville book n. 53, 2021, Diabolik Club |                          |            | |
| 99          | La serata di Diabolik (parodia ufficiale) | 31 ottobre 2021          | 2          | - |
| 99          | Storia pubblicata sulla rivista La lettura n. 518. |                          |            | |
| 100         | Tutte le prime volte (tranne una) | novembre 2021            | 34         | - Diabolik Magnum - Nemici sempre, 2021, Astorina |
| 100         | Storia pubblicata sia sull'albo Diabolik Magnum - Nemici sempre, sia su un albo omonimo dedicato. |                          |            | |
| 101         | Colpo sul set | gennaio 2022             | 16         | - |
| 101         | Storia pubblicata su un albo che doveva essere distribuito da Bvlgari a Dicembre 2020 in contemporanea con l'uscita del film Diabolik. Quando il film è stato rimandato, Bvlgari ha annullato l'operazione e non è mai stato distribuito ufficialmente. Alcune copie dell'albo sono state messe in vendita su eBay. |                          |            | |
| 102         | Colpo al Museo dell'oro di Arezzo | 29 giugno 2022           | 16         | - |
| 102         | Storia pubblicata sull'albo omaggio commissionato dal Comune di Arezzo distribuito ai visitatori del Museo dell'oro di Arezzo (in occasione della riapertura del museo). |                          |            | |
| 103         | Colpo alla Rinascente | 1º novembre 2022         | 16         | - |
| 103         | Storia realizzata in concomitanza con la mostra a la Rinascente di Milano per i 60 anni di Diabolik. Pubblicata sull'albo omaggio allegato a Diabolik n. 11 Tutto ha una fine (Anno LXI - 2022) e a Il grandissimo Diabolik Il tesoro di Diabolik (2022) e distribuito anche all'interno de la Rinascente. Realizzata anche la versione in lingua inglese (Heist at Rinascente) destinata al mercato estero; alcune copie distribuite anche a La Rinascente. |                          |            | |
| 104         | I misteri di Clerville | novembre 2022            | 4          | - |
| 104         | Storia pubblicata su Linus numero 690, novembre 2022 che contiene un dossier di 42 pagine dedicato al Re del Terrore e al suo 60º anniversario; più le parodie Diabolikid, Amazing Tales e il fumetto Diabolici adattamenti, copertina dedicata a Diabolik. |                          |            | |
| 105         | Senza tempo | novembre 2022            | 10         | - |
| 105         | Storia pubblicata su I mille volti di Diabolik, album di figurine, 2022, Panini (con 276 figurine e 50 card). |                          |            | |
| 106         | La scrittrice e la contessa | dicembre 2022            | 26         | - |
| 106         | Storia pubblicata sull'albo Diabolik Magnum - Signore in nero, dic 2022, Astorina. |                          |            | |
| 107         | Rinascente Tritone colpo all'acquedotto | 1º giugno 2023           | 16         | - |
| 107         | Storia realizzata in concomitanza con la grande mostra a la Rinascente di Roma per i 60 anni di Eva Kant. Pubblicata sull'albo omaggio allegato a Diabolik n. 6 La lama che uccide (Anno LXII - 2023). |                          |            | |
| 108         | Io sono Eva Kant | giugno 2023              | 26         | Diabolik Magnum - I mille volti di Eva Kant, giu 2023, Astorina |
| 108         | Storia creata durante alcuni laboratori di sceneggiatura e disegno rivolti a giovani donne di origine straniera facenti parte del progetto Io sono Eva ideato da Silvia Colombini e Elisa Guaragna e realizzato da Giuseppe Palumbo; ha come sfondo Bologna. Pubblicata su un albo o realizzato in occasione della mostra Eva va in scena tenutasi al Teatro Mazzacorati 1763 di Bologna. |                          |            | |
| 109         | Il re del terrore: epilogo | luglio 2023              | 78         | - |
| 109         | Storia che funge da epilogo alla storia del numero uno di Diabolik. Pubblicata sull'albo omonimo, Clerville book n. 57, 2003, Diabolik Club. |                          |            | |
| 110         | Sotto tiro | novembre 2023            | 19         | - |
| 110         | Storia pubblicata sull'albo omonimo realizzato dall'Istituto Italiano di Cultura di Nairobi (in 2 versioni: in lingua italiana e in lingua inglese) |                          |            | |
| 111         | Diabolik e il segreto di Cadorna | marzo 2024               | 16         | - Diabolik Magnum - Il giallo e il nero, 2024, Astorina - Leggi la storia online su smartphone e tablet |
| 111         | Storia pubblicata sull'albo omonimo realizzato in occasione della mostra Diabolik e il segreto di Cadorna tenutasi alla Stazione di Milano Cadorna. |                          |            | |
| 112         | Colpo grosso a San Siro | giugno 2024              | 16         | - |
| 112         | Storia pubblicata sull'albo omonimo realizzata come la precedente storia con Vasco Rossi del 2020, da Mario Gomboli e Giuseppe Di Bernardo e pubblicata sull'albo omonimo allegato al folder Vasco Live Giugno_024, venduto in 200 copie ai concerti allo Stadio di San Siro nel 2024. |                          |            | |
| 113         | Un posto tranquillo (parodia ufficiale) | luglio 2024              | 120        | - |
| 113         | Storia pubblicata sull'albo Diabolik sottosopra - Un posto tranquillo (Diabolik Cult) con allegato 2 mazzi di carte da poker illustrate da Silvia Ziche (54 rosse e 54 nere) (05/07/24) |                          |            | |
| 114         | Diabolik sottosopra (parodia ufficiale) | luglio 2024              | 8          | - |
| 114         | Storia pubblicata sull'albo Diabolik sottosopra - Un posto tranquillo (Diabolik Cult) con allegato 2 mazzi di carte da poker illustrate da Silvia Ziche (54 rosse e 54 nere) (05/07/24) |                          |            | |
| 115         | La luna delle fragole al ricetto di Candelo | ottobre 2024             | 16         | - |
| 115         | Storia pubblicata sull'albo omonimo realizzato per la manifestazione Fumetti al Ricetto. La storia è scritta da Davide Barzi e disegnata da Daniele Statella & Stefania Caretta. Nella storia compaiono anche lo stesso Statella e Cecilia, la sua compagna e futura moglie, di cui viene anticipato il previsto matrimonio. |                          |            | |
| 116         | Il colpo perduto | novembre 2024            | 16         | - |
| 116         | Storia pubblicata sull'albo Diabolik Secret File realizzato da If Edizioni in collaborazione con Poste Italiane che contiene anche parti redazionali. |                          |            | |
| 117         | Colpo di calore | novembre 2024            | 24         | - |
| 117         | Storia pubblicata sull'albo omonimo realizzato dal progetto Comics&Science (con l'obiettivo di promuovere il rapporto tra scienza e intrattenimento) contenente la storia a fumetti scritta da Giovanni Eccher e dipinta da Giuseppe Palumbo e approfondimenti scientifici scritti da importanti ricercatori del clima in Italia. |                          |            | |
| 118         | Le regole dell'hotellerie | novembre 2024            |            | - |
| 118         | Storia con protagonista Bruno Barbieri pubblicata sull'albo omonimo distribuito a Lucca Comics 2024 (2 novembre) all'interno del festival dedicato alle eccellenze del mondo fumettistico ed enogastronomico Foodmetti - Artisti delle tavole. |                          |            | |

## Altre storie fuori serie
Diabolik - visto da lontano
A febbraio 2012 è stato pubblicato l'albo Diabolik - visto da lontano che contiene 12 storie a fumetti inediti disegnate da noti maestri del fumetto italiano: Sergio Toppi, Claudio Villa, Giorgio Cavazzano, Sergio Zaniboni, Corrado Mastantuono, Giancarlo Alessandrini, Ivo Milazzo, Lorenzo Mattotti, Giuseppe Palumbo, Roberto Baldazzini, Vittorio Giardino e la coppia Enzo Facciolo-Franco Paludetti. 
| N° (storia) | Titolo                  | Pagine | Ristampe |
| ----------- | ----------------------- | ------ | --- |
| 1           | Il sacrificio           | 16     | - Gli eroi del fumetto di Panorama: Diabolik Extra serie n. 9, 2007, Mondadori - Diabolik. Fuori dagli schemi, 2017, Oscar Ink                                                               |
| 2           | La regola               | 8      | - Gli eroi del fumetto di Panorama: Diabolik Extra serie n. 9, 2007, Mondadori - Diabolik. Fuori dagli schemi, 2017, Oscar Ink - I mille volti di Diabolik (album di figurine), 2022, Panini |
| 3           | La faccia sbagliata     | 8      | - Gli eroi del fumetto di Panorama: Diabolik Extra serie n. 9, 2007, Mondadori - Diabolik. Fuori dagli schemi, 2017, Oscar Ink                                                               |
| 4           | Vittoria alata          | 16     | - Gli eroi del fumetto di Panorama: Diabolik Extra serie n. 9, 2007, Mondadori - Diabolik. Fuori dagli schemi, 2017, Oscar Ink                                                               |
| 5           | L'angolo dei pensieri   | 8      | - Gli eroi del fumetto di Panorama: Diabolik Extra serie n. 9, 2007, Mondadori - Diabolik. Fuori dagli schemi, 2017, Oscar Ink                                                               |
| 6           | Benvenuti a Diabolandia | 8      | - Gli eroi del fumetto di Panorama: Diabolik Extra serie n. 10, 2007, Mondadori - Diabolik. Fuori dagli schemi, 2017, Oscar Ink                                                              |
| 7           | Vinca il migliore       | 16     | - Gli eroi del fumetto di Panorama: Diabolik Extra serie n. 9, 2007, Mondadori - Diabolik. Fuori dagli schemi, 2017, Oscar Ink - Il Grande Diabolik n. 2-2023, Astorina                      |
| 8           | Il senso della paura    | 8      | - Gli eroi del fumetto di Panorama: Diabolik Extra serie n. 9, 2007, Mondadori - Diabolik. Fuori dagli schemi, 2017, Oscar Ink                                                               |
| 9           | Colpo di fortuna        | 16     | - Gli eroi del fumetto di Panorama: Diabolik Extra serie n. 10, 2007, Mondadori - Diabolik. Fuori dagli schemi, 2017, Oscar Ink                                                              |
| 10          | La maschera e il volto  | 8      | - Gli eroi del fumetto di Panorama: Diabolik Extra serie n. 9, 2007, Mondadori - Diabolik. Fuori dagli schemi, 2017, Oscar Ink                                                               |
| 11          | Cosa c'è sotto          | 8      | - Gli eroi del fumetto di Panorama: Diabolik Extra serie n. 9, 2007, Mondadori - Diabolik. Fuori dagli schemi, 2017, Oscar Ink                                                               |
| 12          | A proposito di Diabolik | 6      | - Gli eroi del fumetto di Panorama: Diabolik Extra serie n. 10, 2007, Mondadori - Diabolik. Fuori dagli schemi, 2017, Oscar Ink                                                              |

## Altri volumi
Il graphic novel di Diabolik
A dicembre 2021 in seguito all'uscita del film Diabolik dei Manetti Bros. viene pubblicata dalla Mondadori la trama del film (ispirato al terzo episodio della saga, L'arresto di Diabolik in cui si narrava il primo incontro tra Eva Kant e Diabolik) in due versioni: in formato graphic novel e in formato racconto.
| Titolo                              | Data          | Pagine | Editore   |
| ----------------------------------- | ------------- | ------ | --------- |
| Diabolik. Il graphic novel del film | dicembre 2021 | 142    | Oscar Ink |

Diabolik, chi sei? disegnato da Corrado Roi
Remake del numero 5 del marzo 1968 con sceneggiatura originale delle sorelle Giussani e disegni di Corrado Roi pubblicato a ottobre 2022 in occasione dei 60 anni di Diabolik. All'interno viene riprodotta anche la versione originale della storia, pubblicata in formato mignon, in sfumature di grigio, spesso a due tavole per pagina. Contiene anche un'introduzione firmata da Alfredo Castelli, una di Roberto Guarino e, in appendice, la prima versione, scartata, di varie tavole della storia e alcune illustrazioni dello stesso Roi.
| Titolo                                               | Data         | Pagine | Editore     |
| ---------------------------------------------------- | ------------ | ------ | ----------- |
| Diabolik, chi sei? (remake disegnato da Corrado Roi) | ottobre 2022 |        | Lo Scarabeo |

Il re del terrore disegnato da Enzo Facciolo
Remake del numero 1 del novembre 1962 con sceneggiatura di Angelo Palmas e disegni di Enzo Facciolo pubblicato a dicembre 2022 in occasione dei 60 anni di Diabolik. Allegato al volume un albo in formato pocket in cui le 126 pagine del remake sono presentante “nude”, senza i balloon che avrebbero parzialmente nascosto i disegni a matita.
| Titolo                                                | Data          | Pagine | Editore  |
| ----------------------------------------------------- | ------------- | ------ | -------- |
| La storia perduta                                     | dicembre 2022 | 25     | Astorina |
| Il re del terrore (remake disegnato da Enzo Facciolo) | dicembre 2022 | 126    | Astorina |

Diabolik. La morte di Eva disegnato da Patrizio Evangelisti
Remake del numero 100 del novembre 1967 disegnato e colorato da Patrizio Evangelisti basandosi sulla sceneggiatura originale delle sorelle Giussani. All'interno viene riprodotta anche la versione originale della storia, pubblicata in formato mignon, in sfumature di grigio, spesso a due tavole per pagina. In appendice, schizzi e illustrazioni dello stesso Evangelisti.
| Titolo                                                               | Data          | Pagine | Editore     |
| -------------------------------------------------------------------- | ------------- | ------ | ----------- |
| Diabolik. La morte di Eva (remake disegnato da Patrizio Evangelisti) | novembre 2023 | 96     | Lo Scarabeo |

## Le strisce di Diabolik
Le strisce, realizzate per il quotidiano Corriere d'Informazione, presentavano sia avventure inedite, che adattamenti di storie della serie regolare.
| N° (storia) | Titolo                     | Strisce         | Date                                | Capitoli | Ristampe |
| --- | -------------------------- | --------------- | ----------------------------------- | --- | --- |
| 1 | L'ombra della ghigliottina | 28 - da 1 a 28  | 07/04/75 14/04/75 21/04/75 28/04/75 | - Cap 1: Alla ghigliottina - Cap 2: Il genio della rapina - Cap 3: Assedio al rifugio - Cap 4: All'ultimo momento | - IF n. 2, 1975, Epierre - Eureka n. 4, 1976, Editoriale Corno - Comix n. 10-11, 09/05/92 e 16/05/92, Panini - Il Gazzettino dal 21/03/02 al 05/04/02 (Parziale) - Clerville book n. 8, 2004, Diabolik Club (con la sceneggiatura originale per le ultime 7 strisce, mai realizzate) - Gli eroi del fumetto di Panorama (2ª serie) n. 10, 2006, Mondadori - Sardegna Ventirighe, 74, 75, 76, 77, 78, 79, 80 - 01/12/08, 16/12/08, 16/01/09, 01/02/09, 01-16/03/09, 01/04/09, 16/04-01/05/09, Nord Ovest - Eroi a strisce, 2019, Nona Arte (con 7 strisce inedite disegnate da Sandro Giordano) |
| Inedita ma il trucco con cui DK scampa alla ghigliottina è tratto da La vittoria di Ginko (Diabolik Anno XI, n°15) |                            |                 |                                     | | |
| 2 | La morte di Eva            | 21 - da 29 a 49 | 05/05/75 12/05/75 19/05/75          | - Cap 1: La morte di Eva Kant - Cap 2: Prigionieri! - Cap 3: Ricatto                                              | - Eureka n. 11, 1976, Editoriale Corno - Clerville book n. 8, 2004, Diabolik Club (con la sceneggiatura originale per le ultime 7 strisce, mai realizzate) - Eroi a strisce, 2019, Nona Arte (con 7 strisce inedite disegnate da Sandro Giordano) |
| Adattamento da La morte di Eva (Diabolik Anno VI, n°24)                                                            |                            |                 |                                     | | |
| 3 | Il trabocchetto            | 14 - da 50 a 63 | 26/05/75 03/06/75                   | - Cap 1: Il trabocchetto - Cap 2: Il poliziotto fantasma                                                          | - Superfumetti in film n. 2, 1976, Editoriale Corno - Clerville book n. 8, 2004, Diabolik Club (con la sceneggiatura originale per le ultime 7 strisce, mai realizzate) - Eroi a strisce, 2019, Nona Arte (con 7 strisce inedite disegnate da Sandro Giordano) |
| Adattamento da I due serpenti (Diabolik Anno IX, n°2)                                                              |                            |                 |                                     | | |
| 4 | Inesorabile morsa          | 28 - da 64 a 91 | 09/06/75 16/06/75 23/06/75 30/06/75 | - Cap 1: Colpo al museo - Cap 2: Catturati - Cap 3: Incredibile realtà - Cap 4: La barriera d'acciaio             | - Eureka n. 11, 1976, Editoriale Corno - Clerville book n. 8, 2004, Diabolik Club (con la sceneggiatura originale per le ultime 7 strisce, mai realizzate) - Eroi a strisce, 2019, Nona Arte (con 7 strisce inedite disegnate da Sandro Giordano) |
| Adattamento da Le lacrime della sirena (Diabolik Anno VII, n°13)                                                   |                            |                 |                                     | | |
| 5 | L'ispettore Barry          | 7 - da 92 a 98  | 07/07/75                            | - L'ispettore Barry                                                                                               | - IF n. 3, 1975, Epierre - Portfolio Castelli, 1975 (autoprodotto) - Eureka n. 11, 1976, Editoriale Corno - Glamazonia Comics n. 5, 1992, Libreria Mondi Nuovi - Clerville book n. 8, 2004, Diabolik Club (con la sceneggiatura originale per le ultime 7 strisce, mai realizzate) - Diabolik visto da Sergio Zaniboni, 2018, Astorina - Eroi a strisce, 2019, Nona Arte (con 7 strisce inedite disegnate da Sandro Giordano) |
| Inedita |                            |                 |                                     | | |

## Eva Kant, la compagna di Diabolik
Eva Kant, la compagna di Diabolik sono una serie di racconti brevi dedicati a Eva Kant, realizzati da Alfredo Castelli, Mario Gomboli e Giancarlo Alessandrini, e pubblicati negli anni '70 dalla rivista Cosmopolitan. 
| N° (storia) | Titolo                       | Data           | Pagine | Ristampe |
| ----------- | ---------------------------- | -------------- | ------ | --- |
| 1           | La tecnica del Maharaj       | luglio 1976    | 8      | - Il mago n. 57, 1976, Mondadori - Eva Kant i libri più belli, 2000, Lo Scarabeo - Eva Kant - Lontano da Diabolik, Oscar Bestseller n. 1695, 2007, Mondadori (rimontata, a colori)                                                                                                  |
| 2           | Un tranquillo week-end       | agosto 1976    | 8      | - Il mago n. 57, 1976, Mondadori - Eva Kant i libri più belli, 2000, Lo Scarabeo - Eva Kant - Lontano da Diabolik, Oscar Bestseller n. 1695, 2007, Mondadori (rimontata, a colori)                                                                                                  |
| 3           | Sabato ore 13                | settembre 1976 | 8      | - Il mago n. 59, 1977, Mondadori (con il titolo Alle 13 in punto) - Castelli n. 25, 1991, ANAF (con il titolo Alle 13 in punto) - Eva Kant i libri più belli, 2000, Lo Scarabeo - Eva Kant - Lontano da Diabolik, Oscar Bestseller n. 1695, 2007, Mondadori (rimontata, a colori)   |
| 4           | For he's a Jolly Good Fellow | ottobre 1976   | 8      | - Il mago n. 61, 1977, Mondadori (con il titolo Tanti auguri a te!) - Castelli n. 25, 1991, ANAF (con il titolo Alle 13 in punto) - Eva Kant i libri più belli, 2000, Lo Scarabeo - Eva Kant - Lontano da Diabolik, Oscar Bestseller n. 1695, 2007, Mondadori (rimontata, a colori) |
| 5           | Cherchez la femme            | novembre 1976  | 8      | - Eva Kant i libri più belli, 2000, Lo Scarabeo - Fumetto 55, 2005, ANAFI - Eva Kant - Lontano da Diabolik, Oscar Bestseller n. 1695, 2007, Mondadori (rimontata, a colori) - Diabolik - Gli anni d'oro n. 47, 2011, Mondadori                                                      |
| 6           | Carnival                     | dicembre 1976  | 8      | - Eva Kant i libri più belli, 2000, Lo Scarabeo - Eva Kant - Lontano da Diabolik, Oscar Bestseller n. 1695, 2007, Mondadori (rimontata, a colori) |
| 7           | Double face                  | gennaio 1977   | 8      | - Eva Kant i libri più belli, 2000, Lo Scarabeo - Eva Kant - Lontano da Diabolik, Oscar Bestseller n. 1695, 2007, Mondadori (rimontata, a colori) |
| 8           | Maledizione!                 | febbraio 1977  | 8      | - Eva Kant i libri più belli, 2000, Lo Scarabeo - Eva Kant - Lontano da Diabolik, Oscar Bestseller n. 1695, 2007, Mondadori (rimontata, a colori) |